# Op safari (strip)
 Op safari is het 32ste stripverhaal van Samson en Gert. De reeks werd getekend door striptekenaarsduo Wim Swerts & Jean-Pol. Danny Verbiest, Gert Verhulst en Hans Bourlon namen de scenario's voor hun rekening. De strips werden uitgegeven door Studio 100. Het stripalbum verscheen in 2004.

## Personages
In dit verhaal spelen de volgende personages mee:
- Samson
- Gert
- Alberto Vermicelli
- Burgemeester Modest
- Jeannine De Bolle
- Octaaf De Bolle
- Van Leemhuyzen (figurant)

## Verhalen
Het album bevat de volgende twee verhalen:
1. De bananenmannen
De bedrijfsleider van 'Chikikika' wil een speciale reclamestunt uitvoeren en stuurt een pion op pad om een gratis reis weg te geven. Wanneer Samson, Gert, en vele anderen dit weten, proberen ze zich allemaal als de bananenman te verkleden om gratis klusjes te laten klaren...
2. Op safariDe burgemeester gaat een Afrikaanse collega bezoeken. Samson en Gert mogen mee. Lekker luieren, vergaderen en een keer op safari. Tenminste, dat denken ze. Want er loopt daar het één en het ander mis...